# هیلده پدرسن
هیلده پدرسن (انگلیسی: Hilde Gjermundshaug Pedersen؛ زادهٔ ۸ نوامبر ۱۹۶۴) اسکی‌باز صحرانوردی اهل نروژ است.